# Две сосны и ровная даль
«Две сосны и ровная даль» (кит. трад. 雙松平遠) — рукописный свиток, созданный около 1310 года китайским художником Чжао Мэнфу. На свитке изображён пейзаж с соснами, часть заполнена каллиграфией. В настоящее время произведение находится в собрании Метрополитен-музея, куда рисунок был передан в 1973 году.
Масштабный пейзаж с большим количеством свободного пространства олицетворяет переворот в китайской живописи. Вероятнее всего, Чжао Мэнфу черпал вдохновение в произведении выдающегося мастера XXI века Го Си «Старые деревья и ровная даль» (создан около 1080 года), поскольку этот свиток когда-то находился в коллекции Чжао. Доказательством является колофон, который был написан им собственноручно. Чжао Мэнфу сократил «живописное» произведение Го Си до лаконичного рисунка, выполненного каллиграфической кистью. Таким образом, художник отвергает иллюзорное воспроизведение природы, которому он предпочёл выразительные графичные штрихи. Свою приверженность новому подходу он подчеркнул и в подписи в левой части свитка, где он ясно пояснил, что суть его произведения состоит не просто в пейзаже. Заключительная фраза в подписи гласит: «То, что я рисую, не может сравниться с работами мастеров прошлого, но, сравнивая с современными картинами, я осмелюсь сказать, что мои работы совершенно разные». Стоит отметить, что сама подпись к свитку уже несёт в себе новаторские черты — впервые надпись становится непосредственной частью композиции; она задействует поверхность рисунка и создаёт композиционный баланс с изображением сосен на противоположной стороне свитка (на произведениях китайских художников XVI века надписи в большинстве случаев оставались за рамками рисунка). Чжао Мэнфу оставил композицию Го Си, но в исполнении рисунка использовал иную технику, из-за чего пейзаж стал менее драматичным и более отстранённым и спокойным. Пейзаж Чжао Мэнфу уже не является монументальным воплощением гармонии и порядка. В том месте, где у Го Си располагаются горы, символизирующие мировую гармонию, у Чжао Мэнфу находятся наклонившиеся сосны. Оба художника используют плоскую перспективу. В произведении Чжао Мэнфу она становится не только олицетворением уединённости и отшельничества, но и личных переживаний художника в контексте исторических событий. Стилистически, свиток «Две сосны и ровная даль» представляет собой синтез глубоких познаний Чжао Мэнфу о стилях живописи и великих мастеров прошлого с техниками, использующимися для каллиграфии.
При всех новаторских чертах, предмет изображения остался традиционным. Сосны в Китае считались символом выживания и часто появлялись на работах художников. Свиток Чжао Мэнфу можно интерпретировать как символ выживания самого художника и культуры Китая в целом в условиях монгольской оккупации. Сосны появлялись и в более ранних рисунках и стихотворениях Чжао. В одном из стихотворений сосна была представлена символом правды. На свитке сосны, начертанные несколькими линиями, превращаются в образ баланса и целостности, отражающий в себе личность самого художника.

Го Си и Чжао Мэнфу
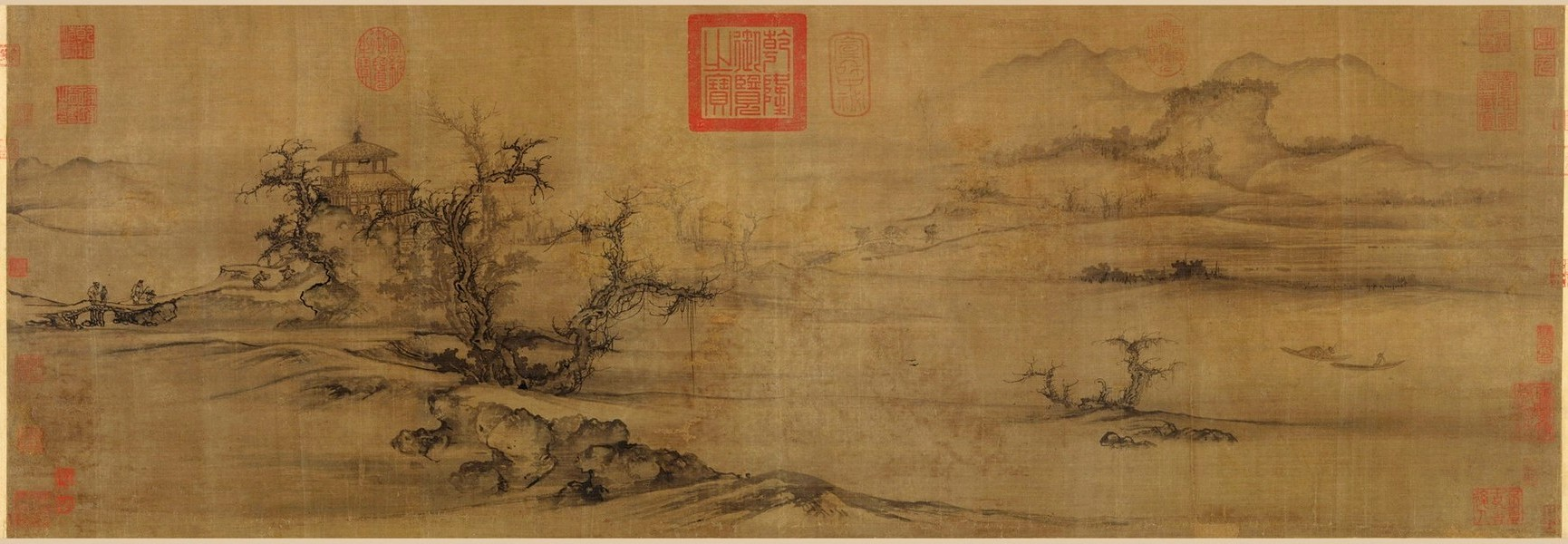
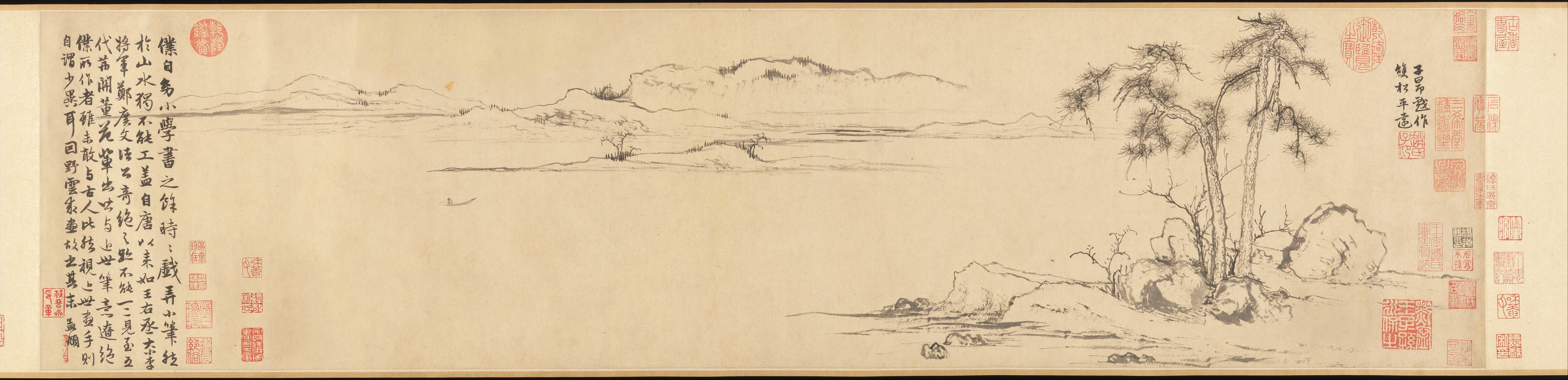